# Bremen (Kentucky)
Bremen és una població dels Estats Units a l'estat de Kentucky. Segons el cens del 2000 tenia 365 habitants.

## Demografia
Segons el cens del 2000, Bremen tenia 365 habitants, 164 habitatges, i 110 famílies. La densitat de població era de 238,9 habitants/km².
Dels 164 habitatges en un 24,4% hi vivien nens de menys de 18 anys, en un 48,2% hi vivien parelles casades, en un 13,4% dones solteres, i en un 32,9% no eren unitats familiars. En el 28,7% dels habitatges hi vivien persones soles el 16,5% de les quals corresponia a persones de 65 anys o més que vivien soles. El nombre mitjà de persones vivint en cada habitatge era de 2,23 i el nombre mitjà de persones que vivien en cada família era de 2,74.
Per edats la població es repartia de la següent manera: un 20,8% tenia menys de 18 anys, un 6,3% entre 18 i 24, un 27,9% entre 25 i 44, un 24,4% de 45 a 60 i un 20,5% 65 anys o més.
L'edat mediana era de 43 anys. Per cada 100 dones de 18 o més anys hi havia 84,1 homes.
La renda mediana per habitatge era de 31.136 $ i la renda mediana per família de 36.094 $. Els homes tenien una renda mediana de 24.712 $ mentre que les dones 19.844 $. La renda per capita de la població era de 14.959 $. Entorn del 10,6% de les famílies i el 10,5% de la població estaven per davall del llindar de pobresa.

## Poblacions més properes
El següent diagrama mostra les poblacions més properes.